# Тарантийский ярус
| система                                                                          | отдел      | ярус               | Ниж. граница, млн лет |
| -------------------------------------------------------------------------------- | ---------- | ------------------ | --------------------- |
| Антропоген                                                                       | Голоцен    | Мегхалайский       | 0,0042                |
| Антропоген                                                                       | Голоцен    | Северогриппианский | 0,0082                |
| Антропоген                                                                       | Голоцен    | Гренландский       | 0,0117                |
| Антропоген                                                                       | Плейстоцен | Верхний            | 0,129                 |
| Антропоген                                                                       | Плейстоцен | Тибанийский        | 0,774                 |
| Антропоген                                                                       | Плейстоцен | Калабрийский       | 1,80                  |
| Антропоген                                                                       | Плейстоцен | Гелазский          | 2,58                  |
| Неоген                                                                           | Плиоцен    | Пьяченцский        | больше                |
| Деление и золотые гвозди в соответствии с IUGS по состоянию на декабрь 2024 года |            |                    |                       |

Тарантийский ярус (тарантий), также молодой плейстоцен, поздний плейстоцен или верхний плейстоцен — последний (верхний) ярус плейстоценовой эпохи, охватывающий отложения, сформировавшиеся в тарантийский век, от 129 000 до 11 700 лет назад (всего около 117 000 лет). Располагается над тибанийским ярусом плейстоцена и под гренландским ярусом голоцена.
Включает тёплый и последний холодный периоды. Самый молодой и в то же время самый короткий отрезок плейстоцена, эпохи чередования тёплого и холодного периодов.